# Деноель
Деное́ль (фр. Éditions Denoël) — французьке видавництво, засноване в 1930 році бельгійцем Робером Деноелем та американцем Бернардом Стілом.

## Історія
Засноване в 1930 році, видавництво спершу називається «Деноель-Стіл» (фр. Éditions Denoël-Steel). Перший великий успіх видавництва — публікація роману Луї Фердинанда Селіна «Подорож на край ночі» (1932 рік). Цей роман був відкинутий журі Гонкурівської премії, хоча й числився серед фаворитів, проте здобув премію Ренодо.
У тридцятих роках XX століття видавництво залучає таких авторів, як Луї Арагон й Антонен Арто. Селін публікує тут свій другий роман «Смерть в кредит» та памфлети, відверто антисемітського спрямуваня. Водночас «Деноель» видає антинімецький часопис «Наш бій» (фр. Notre Combat).

## Сьогодення
Сьогодні видавництво публікує близько 100 назв за рік. Видавничий профіль складають книжки сучасної французької та зарубіжної літератури, документальна проза, есеїстика й комікси.
До авторів видавництва «Деноель» належать зокрема такі письменники: Норман Мейлер, Рей Бредбері, Філіп К. Дік, Бернар Латур. «Деноель» опублікувало в французькому перекладі всі твори Бруно Шульца.
З 2006 до 2011 року директором видавництва був Олів'є Рубінштейн. З 2011 року - директор видавництва - Беатріс Дюваль.